# Isidro Augusto Oviedo y Reyes
Isidro Augusto Oviedo y Reyes (Chinandega, 25 de noviembre de 1905 – León, 31 de octubre de 1969) fue un sacerdote y obispo nicaragüense que se desempeñó como Obispo de Matagalpa y de León; es recordado por ser el impulsor de la tradicional gritería chiquita en el departamento de León, Nicaragua.

## Biografía
Fue ordenado sacerdote en España el 25 de julio de 1930. Celebro su primera misa el 15 de agosto del mismo año en el Santuario de Lourdes, Francia.

### Obispo de Matagalpa
Fue electo obispo de Matagalpa el 11 de diciembre de 1939.
Fue consagrado como tal el 7 de abril de 1940 por monseñor José Antonio Lezcano y Ortega, Arzobispo de Managua y sus Co-Consagradores Agustín Nicolás Tijerino y Loáisiga, obispo de León y Canuto José Reyes y Balladares, obispo de Granada.

### Obispo de León
El 13 de junio de 1946 Oviedo es designado como obispo de la diócesis de León, y el 17 de noviembre de 1946 es recibido por el pueblo leonés con los toques solemnes de las campanas de sus iglesias a su nuevo obispo quien sustituía al eminente monseñor Agustín Tijerino y Loáisiga.
Es recordado por ser un inquieto escritor y poeta, ejemplo de ello las publicaciones de sus libros. En 1935 publico su libro de poesía “Flores del Bien” y “Nicaragua Lirica”. Como gran dariano escribió “Rubén Darío y su Ritmo Interior” y la “Oración del Centenario”, entre otros.

### Impulsor de la Gritería Penitencial o Gritería Chiquita
En los meses de julio y agosto de 1947, estuvo en erupción dos semanas el volcán Cerro Negro y era tal la lluvia de ceniza sobre León que hasta se acumulaba en las calles, techos de tejas de las casas y la azotea de la Catedral; no se podía respirar por lo que el obispo Oviedo y Reyes le prometió a la Virgen María que se celebraría la Gritería de Penitencia o Chiquita, llamada así para no confundirla con la del 7 de diciembre, la noche del 14 de agosto de cada año (víspera de la fiesta de la Asunción de la Virgen), para que se calmara el volcán.
El 14 de abril de 1969 renuncia a su cargo pasando a ser Obispo Titular de Polymartium y fallece el 31 de octubre de 1969.
Sus restos fueron sepultados en el cementerio de la ciudad de Chinandega, que en vida el habría solicitado que lo sepultaran en la ciudad que lo vio nacer y no en la Catedral de León.

## Enlaces Externos
- https://www.catholic-hierarchy.org/bishop/boviedo.html

- Datos: Q64734327
- Multimedia: Isidro Augusto Oviedo y Reyes / Q64734327